# Llandoger Trow
Llandoger Trow — исторический паб в Бристоле на юге Англии.
Построен в 1664 году на Королевской улице, недалеко от бристольской бухты.
Паб был частично разрушен бомбой во время Второй мировой войны, но три из пяти секций здания уцелели.
Здание занесено в английский Перечень строений, представляющих архитектурную или историческую ценность.
Считается, что Даниель Дефо встретил в этом пабе Александра Селкирка — прототипа романа Дефо «Робинзон Крузо», а для Льюиса Стивенсона этот паб послужил прототипом трактира «Адмирал Бенбоу» из романа «Остров сокровищ».

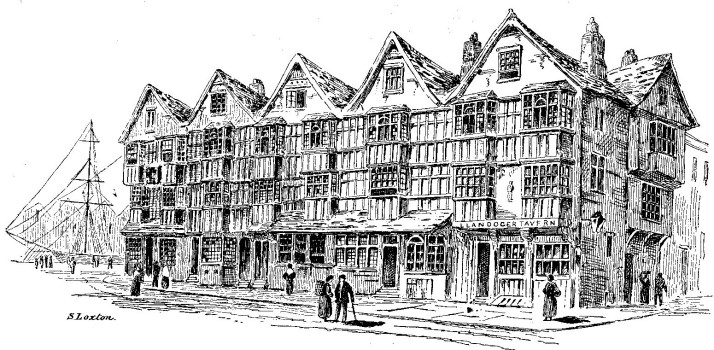
Вид Королевской улицы Бристоля, XIX век, Samuel Loxton